# فرمانده کل نیروهای مسلح اوکراین
فرمانده کل نیروهای مسلح اوکراین (انگلیسی: Commander-in-Chief of the Armed Forces of Ukraine) فرمانده حرفه‌ای نیروهای مسلح اوکراین است. این سمت توسط رئیس‌جمهور ولادیمیر زلنسکی در ۲۸ مارس ۲۰۲۰ ایجاد شد و پیش از آن رئیس ستاد کل فرمانده کل قوا نام داشت.
فرمانده کل نیروهای مسلح اوکراین، نیروهای مسلح اوکراین را هدایت می‌کند، وضعیت ارتش را با تجهیزات نظامی، سلاح‌ها و سایر منابع رصد می‌کند و در مورد دستیابی به اهداف نظامی-استراتژیک در دفاع به رئیس‌جمهور و وزیر دفاع گزارش می‌دهد.
قانون اوکراین «دربارهٔ نیروهای مسلح اوکراین» همچنین تصریح می‌کند که رهبری مستقیم نظامی فعالیتی است که با هدف اجرای اقدامات برای توسعه نیروهای مسلح اوکراین، تجهیزات فنی، آموزش و پشتیبانی جامع آنها و تعیین مبنای کاربرد و مدیریت آنها انجام می‌شود.
در ۵ مارس ۲۰۲۲، سپهبد والری زالوژنی، فرمانده کل پیشین نیروهای مسلح اوکراین، توسط ولادیمیر زلنسکی، رئیس‌جمهور اوکراین، به درجه ژنرالی (ارتشبد) ارتقا یافت. هم‌اکنون ارتشبد الکساندر سیرسکی فرماندهی کل نیروهای مسلح اوکراین را برعهده دارد.